# Edmond Kramer
Edmond Kramer (* 8. Dezember 1906 in Colombier; † April 1945 in Genf) war ein Schweizer Fussballspieler.

## Karriere
Edmond Kramer spielte zu Beginn seiner Karriere für den FC Cantonal Neuchâtel und den FC Biel-Bienne. Ab 1925 war er für fünf Jahre in Frankreich für den Gallia Club Lunel und danach für SO Montpellier aktiv. 1930 kehrte Kramer wieder in die Schweiz zurück und spielte eine Saison bei Urania Genève Sport. Danach folgte der Wechsel zum FC Lausanne-Sports und im Folgejahr zum Servette FC. In beiden Spielzeiten konnte er mit den Clubs die Schweizer Fussballmeisterschaft gewinnen. Fortan war Kramer bis 1938 wieder in Frankreich für den OGC Nizza, die AS Villeurbanne und den Amiens AC aktiv.
Für die Schweizer Nationalmannschaft absolvierte Kramer zehn Länderspiele, schoss dabei ein Tor und nahm mit dieser an den Olympischen Sommerspielen 1924 in Paris teil. Dort gewann die Mannschaft die Silbermedaille.